# 察瓦龙乡
察瓦龙乡（藏語：ཚ་བ་རོང་或ཚ་བ་ལུང་，藏语拼音：Cawarong或Cawalung，tɕə³¹wɑ⁵⁵lɔŋ⁵⁵）是中华人民共和国西藏自治区察隅县下辖的一个乡，位于县境东南部、梅里雪山脚下，东南端毗邻云南省，总面积4616.94平方公里，2004年底人口6788人，其中农牧民6662人。下辖28个村委会：洪东村、扎然村、冈藏村、左布村、前中瓦村、康然村、松塔村、阿丙村、扎恩村、昌西村、处尼村、卡地村、格日村、拉卡村、布巴村、巴布村、贡卡村、果达村、目巴村、梦扎村、沙布村、龙普村、扎朗村、邓许村、学巴村、珠拉村、瓦布村、格布村。